# Marpha
Marpha é uma aldeia e um village development committee (lit.: "comité de desenvolvimento de aldeia") no distrito de Mustang, da zona de Dhaulagiri da região Oeste do Nepal. Em 2011 tinha 1 551 habitantes e 414 residências. Situa-se a 2 700 metros de altitude, na vertente ocidental (margem direita) do vale do Kali Gandaki.
O village development committee tem as seguintes aldeias:
- Chhairo (2 620 m)
- Dhonga (2 600 m)
- Jhong (3 003 m)
- Laki (2 780 m)
- Marpha (2 700 m)
- Syang (2 780 m)

A aldeia é conhecida pelas suas frutas, especialmente as maçãs, a partir das quais é produzido o chamado brandy de Marpha (ou café de Mustang) e compotas. Além da agricultura, as principais atividades locais são a criação de mulas e o turismo. A aldeia é uma paragem comum, para descanso ou para pernoitar, dos caminhantes que percorrem o Circuito do Annapurna.
É uma aldeia pitoresca, com casas tradicionais feitas com filas de pedras caiadas, onde se encontram várias pensões, pequenos hotéis e restaurantes. Acima da aldeia ergue-se um mosteiro da escola budista tibetana Nyingma. Na falésia acima do mosteiro há um chorten pintado e na saliência abaixo dele há vários outros chortens mais pequenos em pedra.
Segundo a lenda, o chorten maior foi construído pelas gentes locais quando adoeceram com lepra, seguindo o conselho de um monge local, natural de Tukuche, uma aldeia a sul de Marpha, que disse aos aldeões que construíssem um chorten e junto a eles realizassem rituais religiosos. Desde então não há lepra em Marpha e a aldeia floresceu novamente.
Um par de centenas de metros a sul da aldeia, do outro lado do rio, situa-se a gompa de Chhairo, o primeiro mosteiro Nyingma fundado em Mustang (século XVI). Junto a ele há um campo de refugiados tibetanos. Muitas das lojas de recordações para turistas da zona são de residentes desse campo.